# Марін (Іллінойс)
Марін (англ. Marine) — селище (англ. village) в США, в окрузі Медісон штату Іллінойс. Населення — 912 особи (2020).

## Географія
Марін розташований за координатами 38°47′14″ пн. ш. 89°46′41″ зх. д. / 38.78722° пн. ш. 89.77806° зх. д. (38.787342, -89.778154).  За даними Бюро перепису населення США в 2010 році селище мало площу 1,84 км², з яких 1,78 км² — суходіл та 0,05 км² — водойми.

## Демографія
Згідно з переписом 2010 року, у селищі мешкало 960 осіб у 393 домогосподарствах у складі 259 родин. Густота населення становила 523 особи/км².  Було 421 помешкання (229/км²).
Расовий склад населення:
| - 97,6 % — білих - 0,6 % — чорних або афроамериканців - 0,4 % — корінних американців |

До двох чи більше рас належало 0,6 %. Частка іспаномовних становила 1,3 % від усіх жителів.
За віковим діапазоном населення розподілялося таким чином: 20,2 % — особи молодші 18 років, 67,1 % — особи у віці 18—64 років, 12,7 % — особи у віці 65 років та старші. Медіана віку мешканця становила 38,3 року. На 100 осіб жіночої статі у селищі припадало 97,9 чоловіків;  на 100 жінок у віці від 18 років та старших — 100,5 чоловіків також старших 18 років.
Середній дохід на одне домашнє господарство  становив 60 358 доларів США (медіана — 54 545), а середній дохід на одну сім'ю — 69 224 долари (медіана — 62 992). Медіана доходів становила 42 167 доларів для чоловіків та 34 375 доларів для жінок. За межею бідності перебувало 8,9 % осіб, у тому числі 7,2 % дітей у віці до 18 років та 9,5 % осіб у віці 65 років та старших.
Цивільне працевлаштоване населення становило 593 особи. Основні галузі зайнятості: освіта, охорона здоров'я та соціальна допомога — 24,3 %, роздрібна торгівля — 13,5 %, виробництво — 12,8 %.